# Alan Smith (labdarúgó, 1980)
Alan Smith (Rothwell, 1980. október 28. –) angol válogatott labdarúgó, jelenleg a Notts County játékosa.

## Pályafutása

### Leeds United
Alan Smith pályafutásának első csapata a Leeds United volt, mivel itt született. Már a bemutatkozás is jól sikerült, amikor is 18 évesen a Liverpool ellen betalált. A csapat a szigetországi jó szereplés mellett, európai porondon is megmutatta mire képes, amikor is a Bajnokok Ligája 2000/01-es szezonjában az elődöntőig meneteltek. Ekkor mutatkozhatott be a válogatottban is, de a 2002-es VB-re nem jutott ki, így maradt az U-21-es csapatban.
Egy UEFA Kupa mérkőzés alkalmával 4 gólt rúgott a Hapoel Tel Aviv-nak. Nagy népszerűségnek örvendett klubjánál, a szurkolók egymás után kétszer is az Év játékosának választották, Ő volt az első, akit kétszer is megválasztottak két egymást követő évben.
A klub anyagi nehézségekkel küzdött, amikor úgy döntöttek, hogy eladják Alant az egyik legnagyobb riválisnak a Manchester Unitednek. Sok szurkoló szemében ekkor vált hősből, ellenséggé Smith. A szőke hajú focista egyébként annak ellenére ment a manchesteri klub-hoz, hogy előtte egy korábbi felvételen elmondta: nem játszana a Manchester United-ben.

### Manchester United F.C.
A Leeds United első osztályból való kiesése után Smith 7 millió fontért csatlakozott a Manchester Unitedhez. Pályafutása második fejezete 2004. augusztus 8-án kezdődött egy Community Shield meccsel az Arsenal ellen, ahol gólt is szerzett az 55. percben, a manchesteriek viszont így is alul maradtak az ágyúsokkal szemben 3-1 arányban.
Első manchesteri szezonját egy sérülés tette tönkre, ami miatt ki kellett hagynia például a Chelsea elleni Carling Cup elődöntőt és az Arsenal elleni FA Cup döntőt is, amit az ördögök büntetőkkel bukták el. Smith 10 gólt szerzett összesen az első szezonjában, de Wayne Rooney és van Nistelrooy kiszorította a kezdőcsapatból.
2005 nyarán, a Manchester United menedzsere rájött, hogy Alan Smith jó örököse lehetne Roy Keane-nek a középpályán. Smith gyorsan lehetőséget is kapott, mivel a United csapatkapitány a 2005/06-os szezon elején sérüléssel bajlódott. Ebben a szezonban mindössze egy gólt szerzett a Charlton Athletic ellen aratott 3-1-es siker alkalmával. Február 18-án a Liverpool elleni Fa Cup összecsapás alkalmával súlyos sérülést szenvedett. John Ame Riise szabadrúgását próbálta blokkolni, amikor a eltört a bokája. Ferguson így nyilatkozott az esetről: “az egyik legrosszabb dolog volt, amit láttam”.
A következő napon bizonyossá vált, hogy Smith kénytelen lesz kihagyni a következő 12 hónapot. Bár egy májusi operáció után, azt nyilatkozta, hogy szeretne visszatérni már szeptember közepén. Smith szavai a Sun-nak: “Éreztem, hogy a lábam magam alá fordult, mikor a szabadrúgást mentem blokkolni. Amikor lenéztem a lábam a földön feküdt, a bokám pedig Hong Kong felé mutatott, rögtön tudtam, hogy komolya bajban vagyok...”
Egy kis vigaszként szolgálhatott Smith-nek, hogy amikor a Manchester megnyerte a liga kupát a Wigan ellen 4-0-ra a játékosok “For You Smudge”(Smith beceneve) feliratú pólóban vették át az aranyérmet.
A 2006/07-es szezon kezdetén Sir Alex Ferguson elmondta, hogy a Real Madridhoz igazolt Nistelrooy helyét Smith veszi át, így került vissza eredeti helyére. Smith nem sokkal később az edzéseket is elkezdte és játékba állhatott.
2006. szeptember 26-án a Benfica ellen tért vissza. A 85. percben állt be csereként. Mindenképpen meg szerette volna mutatni a játék iránti szenvedélyét és hogy sérülés a múlté, így nem félt belemenni egy-két keményebb összecsapásba sem.
2006. november 10-én Dennis Wise, a Leeds United főnöke érdeklődést mutatott Smith iránt és szerette volna visszaszerezni kölcsönbe a csatárt. Ferguson szerint a Cardiff City is érdeklődik és egy rövid ideig kölcsön is adná a játékost, amíg fel nem épül teljesen. Erre a kijelentésre több klub is felkapta a fejét, köztük a Newcastle United, a Sheffield United és az Aston Villa is. Ezek ellenére Smith maradt a manchesteri csapatnál, ahol próbált új erőre kapni és megszilárdítani helyét Ferguson kezdőcsapatában
Smith sérülése után 2007. március 19-én volt ismét kezdő az Old Traffordon egy FA Cup negyed-döntőben a Middlesbrough ellen. Visszatért a Premier League-be is a Bolton ellen (4-1), ahol csapata negyedik gólját szerezte.
Smith részese volt a Manchester United történelmi győzelmének az A.S. Roma ellen a Bajnokok Ligájában, ahol gólt is szerzett. Ezek után Smith folytatta a kemény munkát, hogy visszatérhessen a kezdőcsapatba. 2007. május 5-én ismét kezdő volt a városi rivális, a Manchester City ellen. A United megnyerte a meccset 1-0-ra másnap pedig a Premier League aranyérme is az övék lett, mikor is a Chelsea csak 1-1-es döntetlent játszott az Arsenallal.
Annak ellenére, hogy a Premiership szabálya szerint legalább 10 mérkőzésen nevezve kell lenni, hogy aranyérmet kapjon valaki, Smith-szel kivételt tett a liga. Egy héttel később pedig az FA Cup döntőjét vívták a Chelsea-vel, ahol a Manchester United 0-1-re kikapott az új Wembley-ben.